# Gonzalo Francisco Castrodeza
Gonzalo Francisco Castrodeza fue militar. Guardia Civil destinado en la localidad sevillana de Montellano, falleció a consecuencia de un tiroteo en febrero de 1934.

## Muerte
El guardia Francisco Castrodeza murió a consecuencia de un disparo en la cabeza realizado por unos delincuentes que cometían un robo en una casa. Un
aviso había alertado del robo al Puesto de la Guardia Civil, que envió a los agentes Castrodeza y Francisco Arroyo al lugar del delito. A su llegada,
fueron tiroteados por los ladrones, falleciendo el guardia civil Castrodeza. 

## Consejo de Guerra
En mayo de 1934 se celebró un Consejo de guerra contra Manuel García López, acusado de dar muerte al Guardia Civil, que lo condenó a la pena máxima. El 1 de junio de 1934 la sentencia fue enviada a la Sala sexta del Tribunal Supremo. 